# Ориентированно-стружечная плита

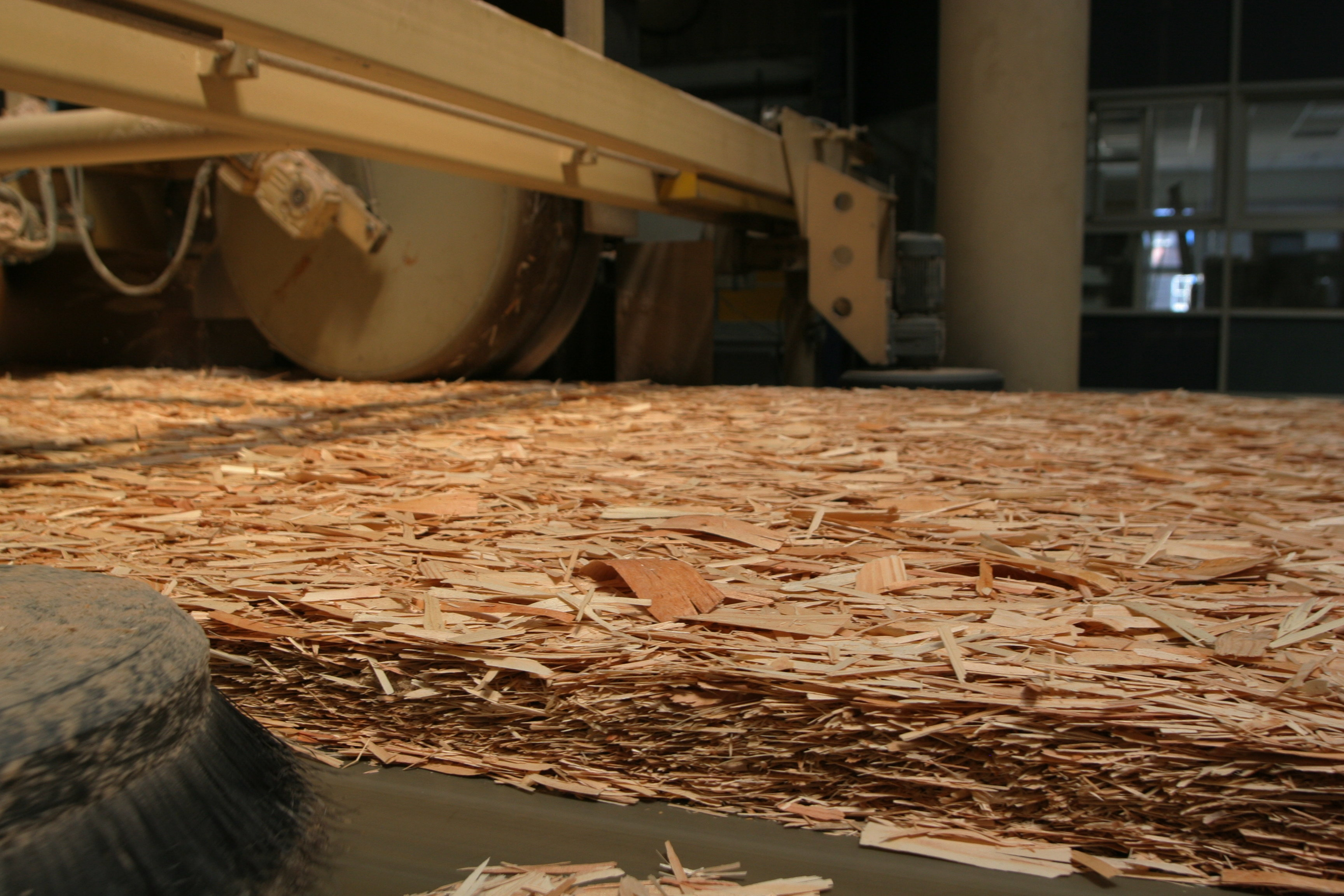
Производство OSB

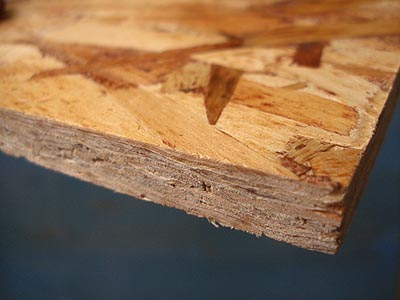
Готовая плита

Ориентированно-стружечная плита (ОСП, англ. oriented strand board, OSB) — многослойный (3—4 и более слоев) лист, состоящий из древесной стружки (тонких щепок), склеенной различными смолами с добавлением синтетического воска и борной кислоты. Стружка в слоях плиты имеет различную ориентацию: в наружных — продольную, во внутренних — поперечную.

## Классификация[источникне указан 3158 дней]
- OSB-1 — предназначена для использования в условиях пониженной влажности (мебель, обшивка, упаковка).
- OSB-2 — используется при изготовлении несущих конструкций в сухих помещениях.
- OSB-3 — используется при изготовлении несущих конструкций в условиях повышенной влажности.
- OSB-4 — используется при изготовлении конструкций, несущих значительную механическую нагрузку в условиях повышенной влажности.
- Лакированная — покрытая лаком с одной стороны.
- Ламинированная — покрытая ламинатом (под многоразовую опалубку при бетонных работах, количество циклов — до 10).
- Шпунтованная — плита с обработанными торцами паз-гребень, с двух или четырёх сторон плиты, для укладки по площади поверхности.

## Достоинства и недостатки

### Достоинства
- Внешний вид, похожий на дерево.
- Стабильность качества изготовления, что важно при сравнении со стекломагниевыми листами, которые имеют «плавающее» качество.
- Низкий вес в сравнении с ЦСП, что позволяет осуществлять монтаж высотных этажей без блоков, кранов и лесов.
- Высокий показатель деформации на излом (характерно для всех древесных композитов и чистой древесины).

### Недостатки
- Высокая цена.
- Для некоторых типов (марок) OSB, произведённых без соблюдения экологических требований, может наблюдаться высокая эмиссия формальдегида и других токсичных смол, превышающая предельно допустимую концентрацию в воздухе населённых мест[1][2][3]. Однако по технологии производства и относительно низкого содержания клея по сравнению с другими композитными древесными материалами (ДСП, ДВП и др.) эмиссия вредных веществ меньше (при одинаковом составе клея).
- Низкая паропроницаемость.

## Свойства
- Высокая прочность — физико-механические показатели у OSB в 2,5 раза выше, чем у ДСтП, и являются примерно такими же, как и у хвойной фанеры:

| Параметр (для плит толщиной 10 мм)                                   | ОСП  | ДСтП | Фанера |
| -------------------------------------------------------------------- | ---- | ---- | ------ |
| Предел прочности при статическом изгибе, МПа, не менее               | 22   | 14   | 25     |
| Модуль упругости при статическом изгибе, МПа, не менее               | 3500 | 1800 | 7000   |
| Предел прочности при растяжении перпендикулярно к пласти плиты, МПа, | 0,34 | 0,40 | 0,50   |
| Предел прочности при растяжении вдоль пласти плиты, МПа,             | 3,2  | 2,5  | 30,0   |

- Влагостойкость — материал не разрушается и сохраняет свои прочностные характеристики при нахождении в воде в течение 1 суток (коэффициент набухания — около 10 %).
- Лёгкость обработки — плиты без труда режутся и сверлятся, могут склеиваться и краситься любыми клеями и красками, предназначенными для древесины.
- Коэффициент удержания крепежа на 25 % выше, чем у хвойной фанеры и ДСтП.
- Низкий уровень дефектов (расслоений, сучков и пустот).
- Не подвержены порче насекомыми.

В соответствии с технологией производства плит ОSВ для внутреннего и внешнего слоёв чаще всего используют разные типы смол. Причём, для наружного слоя используется клеевая смесь на основе меламиноформальдегидной смолы, в то время как для внутреннего слоя используется мочевиноформальдегидная смола, но может применяться и фенолформальдегидная смола. Мочевиноформальдегидная смола, по причине хорошей адгезии с деревом и низкой стоимости, является в настоящее время самым востребованным продуктом для деревообрабатывающей промышленности. Концентрация смол составляет от 12 до 14 % массовых долей от исходной композиции. Все эти смолы имеют высокую токсичность. Но если три первых вида смол при использовании в готовых плитах ДСП и OSB выделяют в воздух помещений формальдегид и метанол, которые относятся к высокотоксичным веществам и присутствуют в воздухе помещений в концентрациях, значительно превышающих предельно допустимые концентрации среднесуточные для атмосферного воздуха и воздуха помещений (ПДКсс), то фенолформальдегидная смола выделяет ещё и фенол. В современных технологиях используется полимерный MDI для обоих слоёв (используемый для производства монтажных пен, пенопластов, автомобильных панелей) и в наименовании имеет приставку — ECO, Green и др.

## Применение
- обшивка стен — плиты могут использоваться со всеми видами внешних облицовочных покрытий;
- съёмная опалубка для бетонных работ — плита может быть многократно использована в качестве бетонной опалубки;
- сплошная обрешётка кровли — хорошее звукопоглощение и высокая жесткость, а также способность выдерживать значительные снеговую и ветровую нагрузки позволяет использовать OSB как основу для гибкой (битумной) черепицы, бетонной черепицы, металлочерепицы, шифера и других кровельных материалов;
- черновые полы — как сплошной настил, так и несущие лаги;
- однослойные полы — в лёгких строительных конструкциях OSB можно напрямую использовать как покрытие пола;
- двутавровые балки — опорные конструкции в межэтажных и стеновых перекрытиях в деревянном домостроении;
- производство конструкционных SIP (СИП)-панелей, состоящих из двух наружных слоев OSB-плит и внутреннего слоя пенополистирола;
- используется как жесткое основание при изготовлении термопанелей.

Материал конкурирует:
- как конструкционный — с фанерой, древесно-слоистыми пластиками;
- как отделочный — с ДВП, МДФ, ДСП, гипсокартоном, гипсоволокнистыми листами и ЦСП.

## Производители
Основные производители OSB находятся в Австрии (Kronospan, Egger), Канаде (Norbord), США (Georgia Pacific, Louisiana Pacific) и в странах Европы, по итогам 2009 года почти 50 % всех OSB-плит Россия импортировала из Латвии. Основные марки OSB плит, импортируемые в Россию: Georgia Pacific, Ainsworth, Louisiana Pacific, Glunz, Bolderaja, LP, Norbord, Kronospan. Существует производство OSB в Китае, но его качество сейчас намного уступает европейским и американским аналогам, так как в китайских OSB вместо хвойных пород древесины используется тополь, что ухудшает свойства этого материала.
В октябре 2012 году Нововятский лыжный комбинат в Кирове запустил первую линию по производству OSB-плит. Благодаря проекту удалось обеспечить производство российской продукции, имеющей более низкие цены по сравнению с импортируемой. Заявленный объём производства ориентированно-стружечной плиты — 100 тыс. м³ в год.
Во Владимирской области 21 ноября 2012 официально открыто производство плит под торговой маркой Hillman OSB.
25 июня 2013 года состоялось официальное открытие ДОК «Калевала» — первого крупного завода в России по производству плит OSB. Заявленный объём производства первой очереди — 300 тыс. м³ плит в год, после запуска второй очереди — 600 тыс. м³.
В июле 2016 года в Торжке компания «Современные технологии обработки древесины» (СТОД) запустила производство ориентировано-стружечных плит (OSB-3 и OSB-4) — завод «Талион Арбор». Мощность нового завода составляет 500 тыс. м³ в год.